# NACRA Sevens 2011
El NACRA Sevens (North America Caribbean Rugby Association) de 2011 fue la octava edición del principal torneo de rugby 7 de la Confederación Norteamérica de Rugby.
Se disputó del 12 al 13 de noviembre en Bridgetown, Barbados.

## Fase de grupos

### Primera Fase

#### Grupo A
| Equipo                    | Encuentros | Encuentros | Encuentros | Encuentros | Tantos  | Tantos    | Tantos     | Puntos |
| Equipo                    | jugados    | ganados    | empatados  | perdidos   | a favor | en contra | diferencia | Puntos |
| ------------------------- | ---------- | ---------- | ---------- | ---------- | ------- | --------- | ---------- | ------ |
| Guyana                    | 3          | 3          | 0          | 0          | 137     | 0         | +137       | 9      |
| Santa Lucía               | 3          | 2          | 0          | 1          | 24      | 55        | -31        | 7      |
| Curazao                   | 3          | 1          | 0          | 2          | 19      | 67        | -48        | 5      |
| Islas Vírgenes Británicas | 3          | 0          | 0          | 3          | 10      | 68        | -58        | 3      |

#### Grupo B
| Equipo                | Encuentros | Encuentros | Encuentros | Encuentros | Tantos  | Tantos    | Tantos     | Puntos |
| Equipo                | jugados    | ganados    | empatados  | perdidos   | a favor | en contra | diferencia | Puntos |
| --------------------- | ---------- | ---------- | ---------- | ---------- | ------- | --------- | ---------- | ------ |
| Jamaica               | 3          | 3          | 0          | 0          | 78      | 7         | +71        | 9      |
| Martinica             | 3          | 2          | 0          | 1          | 51      | 19        | +32        | 7      |
| Barbados              | 3          | 1          | 0          | 2          | 12      | 58        | -46        | 5      |
| Islas Turcas y Caicos | 3          | 0          | 0          | 3          | 15      | 72        | -57        | 3      |

#### Grupo C
| Equipo       | Encuentros | Encuentros | Encuentros | Encuentros | Tantos  | Tantos    | Tantos     | Puntos |
| Equipo       | jugados    | ganados    | empatados  | perdidos   | a favor | en contra | diferencia | Puntos |
| ------------ | ---------- | ---------- | ---------- | ---------- | ------- | --------- | ---------- | ------ |
| México       | 3          | 3          | 0          | 0          | 31      | 17        | +14        | 9      |
| Islas Caimán | 3          | 2          | 0          | 1          | 41      | 21        | +20        | 7      |
| Bermudas     | 3          | 1          | 0          | 2          | 22      | 31        | -9         | 5      |
| USA South    | 3          | 0          | 0          | 3          | 28      | 53        | -25        | 3      |

#### Grupo D
| Equipo                       | Encuentros | Encuentros | Encuentros | Encuentros | Tantos  | Tantos    | Tantos     | Puntos |
| Equipo                       | jugados    | ganados    | empatados  | perdidos   | a favor | en contra | diferencia | Puntos |
| ---------------------------- | ---------- | ---------- | ---------- | ---------- | ------- | --------- | ---------- | ------ |
| Trinidad y Tobago            | 2          | 2          | 0          | 0          | 50      | 10        | +40        | 6      |
| Guadalupe                    | 2          | 1          | 0          | 1          | 35      | 12        | +23        | 4      |
| San Vicente y las Granadinas | 2          | 0          | 0          | 2          | 0       | 63        | -63        | 2      |

### Etapa eliminatoria
|  | Cuartos de final  | Cuartos de final  | Cuartos de final |              |              | Semifinales  | Semifinales | Semifinales |  |        | Copa   | Copa | Copa |  |
|  |                   |                   |                  |              |              |              |             |             |  |        |        |      |      |  |
|  |                   |                   |                  |              |              |              |             |             |  |        |        |      |      |  |
|  | Guyana            | Guyana            | 21               |              |              |              |             |             |  |        |        |      |      |  |
|  | Guyana            | Guyana            | 21               |              |              |              |             |             |  |        |        |      |      |  |
|  | Martinica         | Martinica         | 7                |              |              |              |             |             |  |        |        |      |      |  |
|  | Martinica         | Martinica         | 7                |              | Guyana       | Guyana       | 17          |             |  |        |        |      |      |  |
|  |                   |                   |                  |              | Guyana       | Guyana       | 17          |             |  |        |        |      |      |  |
|  |                   |                   | México           | México       | 5            |              |             |             |  |        |        |      |      |  |
|  | México            | México            | México           | México       | 5            | 5            |             |             |  |        |        |      |      |  |
|  | México            | México            |                  |              |              |              |             |             |  |        |        |      |      |  |
|  | Guadalupe         | Guadalupe         | 0                |              |              |              |             |             |  |        |        |      |      |  |
|  | Guadalupe         | Guadalupe         | 0                |              |              |              |             |             |  | Guyana | Guyana | 29   |      |  |
|  |                   |                   |                  |              |              |              |             |             |  | Guyana | Guyana | 29   |      |  |
|  |                   |                   | Islas Caimán     | Islas Caimán | 0            |              |             |             |  |        |        |      |      |  |
|  | Islas Caimán      | Islas Caimán      | Islas Caimán     | Islas Caimán | 0            | 10           |             |             |  |        |        |      |      |  |
|  | Islas Caimán      | Islas Caimán      |                  |              |              |              |             |             |  |        |        |      |      |  |
|  | Trinidad y Tobago | Trinidad y Tobago | 7                |              |              |              |             |             |  |        |        |      |      |  |
|  | Trinidad y Tobago | Trinidad y Tobago | 7                |              | Islas Caimán | Islas Caimán | 12          |             |  |        |        |      |      |  |
|  |                   |                   |                  |              | Islas Caimán | Islas Caimán | 12          |             |  |        |        |      |      |  |
|  |                   |                   | Jamaica          | Jamaica      | 0            |              |             |             |  |        |        |      |      |  |
|  | Jamaica           | Jamaica           | Jamaica          | Jamaica      | 0            | 33           |             |             |  |        |        |      |      |  |
|  | Jamaica           | Jamaica           |                  |              |              |              |             |             |  |        |        |      |      |  |
|  | Santa Lucía       | Santa Lucía       | 0                |              |              |              |             |             |  |        |        |      |      |  |
|  | Santa Lucía       | Santa Lucía       | 0                |              |              |              |             |             |  |        |        |      |      |  |
|  |                   |                   |                  |              |              |              |             |             |  |        |        |      |      |  |

| Bandera de Guyana |
| Campeón Guyana    |
| 5.to título       |